# 미안한데 축하해
《미안한데 축하해》는 대한민국의 가수 퓨어 킴의 두 번째 정규 음반이다. 2023년 5월 2일에 발매되었다.

## 트랙 리스트
| #   | 제목                   | 작사    | 작곡    | 편곡   | 재생 시간 |
| --- | ---------------------- | ------- | ------- | ------ | --------- |
| 1.  | 〈안 괜찮아〉          | 퓨어 킴 | 퓨어 킴 | 이대봉 | 3:08      |
| 2.  | 〈생일〉               | 퓨어 킴 | 퓨어 킴 | 이대봉 | 2:30      |
| 3.  | 〈포기가 익숙한 사람〉 | 퓨어 킴 | 퓨어 킴 | 이대봉 | 2:48      |
| 4.  | 〈당연한 적 없어〉     | 퓨어 킴 | 퓨어 킴 | 이대봉 | 4:33      |
| 5.  | 〈틀려도 내가 틀려〉   | 퓨어 킴 | 퓨어 킴 | 이대봉 | 2:30      |
| 6.  | 〈언제든 어디든〉      | 퓨어 킴 | 퓨어 킴 | 이대봉 | 3:15      |
| 7.  | 〈그걸 내가 모를까〉   | 퓨어 킴 | 퓨어 킴 | 이대봉 | 4:06      |
| 8.  | 〈누구 좋으라고〉      | 퓨어 킴 | 퓨어 킴 | 이대봉 | 1:38      |
| 9.  | 〈말해 뭐해〉          | 퓨어 킴 | 퓨어 킴 | 이대봉 | 3:03      |
| 10. | 〈오히려 좋아〉        | 퓨어 킴 | 퓨어 킴 | 이대봉 | 3:34      |